# 데르그

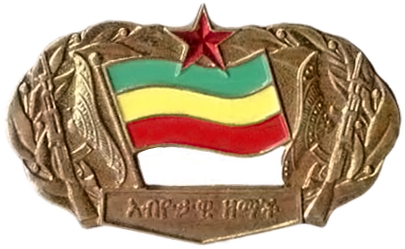
데르그 배지

데르그(Derg, 암하라어: ደርግ), 공식 명칭은 임시 군사 행정 평의회(Provisional Military Administrative Council, PMAC)는 에티오피아 제국 정부를 쿠데타로 무너뜨리고 1974년부터 1987년까지 에티오피아를 통치하던 사회주의 군사 정권이다.
데르그의 전신인 군경 조직 위원회는 1974년 6월경 멩기스투 하일레 마리암 의장의 주도 하에 에티오피아 군경 내의 조직으로 창설되었으며, 동년 9월 12일 반정부 시위가 심화되는 와중에 군사 쿠데타를 일으켜 하일레 셀라시에 하의 에티오피아 제정을 전복하고 3일 뒤 임시 군정을 선포하였다. 본래 공식 수장은 아만 안돔 장군이었으나, 에리트레아 독립 운동에 대한 문제로 급진파가 정권을 장악해 하일레 셀라시에 황제를 폐위시키고 안돔 장군을 처형하였다. 이후 타파리 벤티 장군이 의장 및 국가 원수가 되었고, 1975년 제정을 공식 폐지하고 에티오피아를 마르크스-레닌주의 하의 사회주의 국가로 선포하였다. 1977년에 타파리 벤티 피살 이후 멩기스투 하일레 마리암이 의장 및 국가 원수로 취임하였는데, 그의 치하에 정적 제거를 명목으로 수만 명이 재판 없이 구금되거나 처형당하는 공포정치 시기, 이른바 적색 공포(ቀይ ሽብር, Qey Shibir) 시대가 열렸다.
1980년대 중반부터 데르그 치하의 에티오피아는 가뭄, 기아, 경제난, 해외원조 의존, 오가덴 전쟁 등 심각한 국내 혼란을 겪었으며, 그 집권 기간 동안 사망자는 데르그의 추산만으로도 최소 백만 명이 넘었다. 또한 집권 직후부터 데르그와 다양한 민족 민병대 간의 분쟁으로 발생한 에티오피아 내전과 에리트레아 독립 전쟁은 시간이 갈수록 심화되었다. 1987년 멩기스투가 신 헌법을 제정하면서 군정이 끝나고 에티오피아 노동자당 일당 독재 체제의 에티오피아 인민민주공화국으로 이행하였다.

## 같이 보기
- 에티오피아의 역사
- 마르크스-레닌주의
- 스탈린주의